# Glacier de Pierre-Joseph
Le glacier de Pierre-Joseph est un glacier de France situé dans le massif du Mont-Blanc, sur la commune de Chamonix-Mont-Blanc.
Le glacier nait sur l'adret de l'aiguille de Talèfre et l'ubac de l'aiguille de l'Éboulement, à environ 3 600 mètres d'altitude et s'écoule vers l'ouest en direction du glacier de Leschaux. Il est entouré par le glacier de Leschaux au sud, le glacier de Talèfre au nord sur l'ubac de l'aiguille de Pierre-Joseph et la Petite aiguille de Talèfre et le glacier de Triolet à l'est sur l'autre versant de l'aiguille de l'Éboulement et du col de Pierre-Joseph. Le refuge de Leschaux se trouve juste sous le glacier à l'ouest.